# Tipton (Indiana)
Tipton es una ciudad ubicada en el condado de Tipton en el estado estadounidense de Indiana. En el Censo de 2010 tenía una población de 5106 habitantes y una densidad poblacional de 787,32 personas por km².

## Geografía
Tipton se encuentra ubicada en las coordenadas 40°17′2″N 86°2′31″O / 40.28389, -86.04194. Según la Oficina del Censo de los Estados Unidos, Tipton tiene una superficie total de 6.49 km², de la cual 6.49 km² corresponden a tierra firme y (0%) 0 km² es agua.

## Demografía
Según el censo de 2010, había 5106 personas residiendo en Tipton. La densidad de población era de 787,32 hab./km². De los 5106 habitantes, Tipton estaba compuesto por el 97.06% blancos, el 0.14% eran afroamericanos, el 0.22% eran amerindios, el 0.57% eran asiáticos, el 0.02% eran isleños del Pacífico, el 0.72% eran de otras razas y el 1.27% pertenecían a dos o más razas. Del total de la población el 2.68% eran hispanos o latinos de cualquier raza.